# 山県市文化の里花咲きホール
山県市文化の里花咲きホール（やまがたしぶんかのさとはなさきホール）は、岐阜県山県市にある公共施設である。
文化の里花咲きホール、花咲きホールとも称する。

## 概要
- 芸術文化、教養の向上を目的として設置された施設である。2005年（平成17年）2月20日開館。

## 施設概要
1階
- 多目的ホール

座席数は350席（固定席と椅子席の合計）
舞台の大きさは、間口が12m、奥行8m、高さ9m。
固定席は可動式である。固定席、椅子席を収納することにより、展示会場などに使用も可能。
- 控室

2階
- ミーティングルーム
- 親子室

## 利用案内
- 住所：岐阜県山県市洞田127-135[1]
- 利用時間：9時 - 17時 （夜間使用の場合22時まで）[1]
- 休館日：月曜日（月曜日が祝日の場合はその翌日）、祝日の翌日（翌日が土曜日、日曜日または休日の場合を除く）、年末年始（12月28日～1月3日）[1]

## 交通アクセス
- ハーバス伊自良線「文化の里」バス停より徒歩すぐ
  - 山県バスターミナルより「伊自良湖口」行き

## 周辺施設
- 山県市役所伊自良支所
- 山県市立伊自良中学校
- 山県市文化の里古田紹欽記念館
- 山県市図書館・美術館・歴史民俗資料館
- 山県市伊自良総合運動公園
- 山県市伊自良ふれあい・さわやかドーム